# クロハヤ
黒速（くろはや、???-???）は古代日本の豪族・磯城県主の一人。弟磯城（オトシキ）とも呼ばれる。大和平定の協力により、改めて磯城の県主となる。

## 人物
磯城県主・葉江の父で神武天皇に帰順した弟磯城の別名で、娘に綏靖天皇の皇后である河俣毘売がいる。
奈良県桜井市大字三輪字金屋、志貴御県坐神社で祀られている。